# Kościół Zmartwychwstania Pańskiego w Wałbrzychu

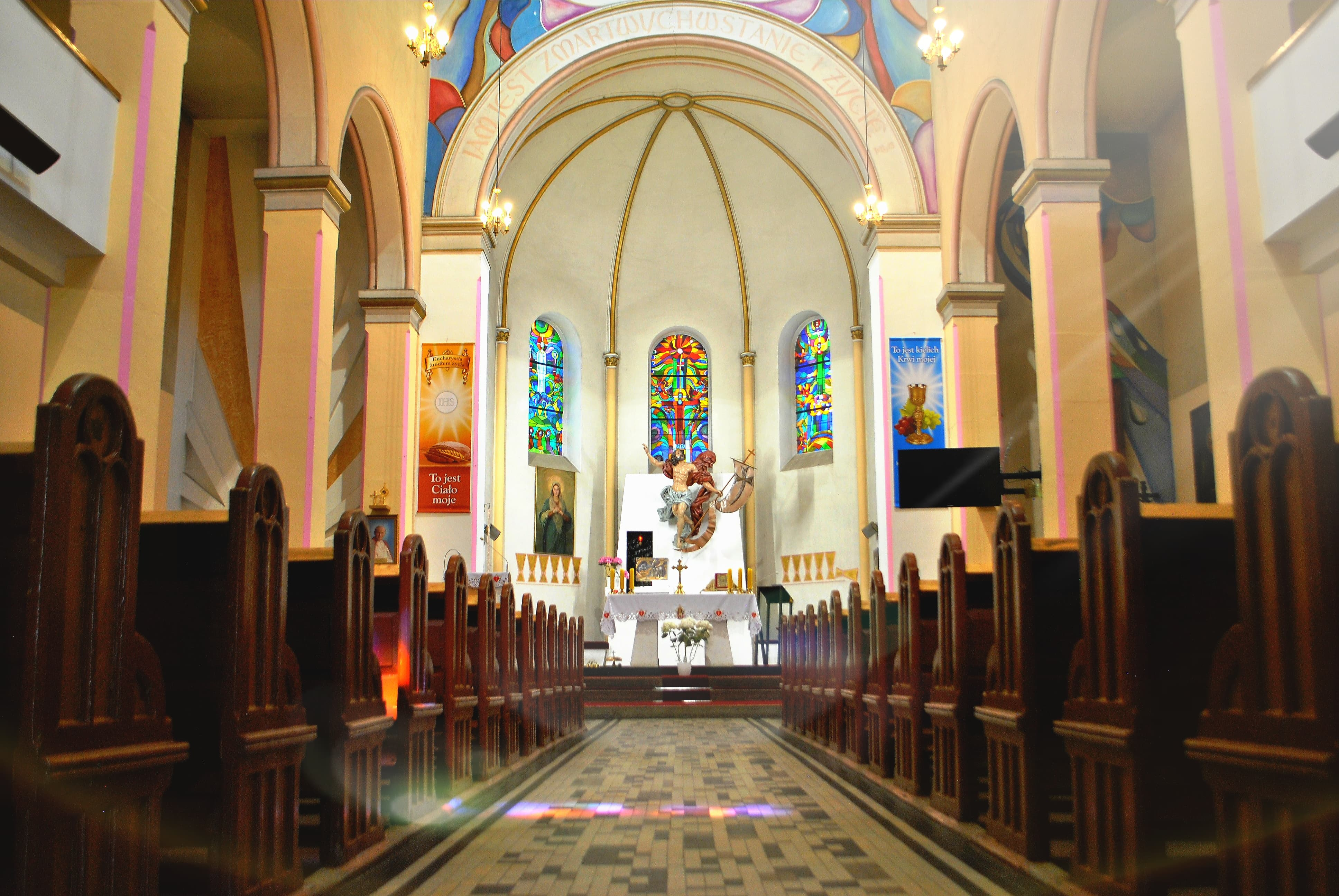
Widok na ołtarz główny

Kościół pw. Zmartwychwstania Pańskiego w Wałbrzychu jest to kościół o układzie bazylikowym wybudowany w stylu neogotyckim z dostawioną z lewego boku wieżą o podstawie kwadratu z hełmem iglicowym.
Wzniesiony został w latach 1867–1870 przez protestantów według projektu Carla Lüdeckego. Po zakończeniu II wojny światowej odbywały się w nim zarówno nabożeństwa protestanckie, jak i katolickie.
Od 1 marca 1972 świątynia należy do wyznawców kościoła rzymskokatolickiego, gdyż została odkupiona przez Kurię Biskupią we Wrocławiu, na terenie której ówcześnie znajdował się kościół.
Świątynia posiada nawę główną pokrytą dwuspadowym dachem oraz dwie nawy boczne pokryte dachami jednospadowymi. Na frontowej elewacji nad portalem umieszczona jest różyca (rozeta), która w 2008 roku była poddawana renowacji. Obecnie jest to jedyny oryginalnie zachowany witraż, który nie został wymieniony podczas remontu w latach 70. XX wieku.
Nawy oddzielone są od siebie łącznie dwunastoma kolumnami o przekroju kwadratowym, które symbolizują Dwunastu Apostołów. W prawej znajduje się obraz Jezusa Miłosiernego, a na bocznej ścianie Świętego Maksymiliana. Z kolei w lewej nawie znajduje się od 2012 roku specjalny ołtarz zawierający relikwie krwi Świętego Jana Pawła II.
Prezbiterium wydzielone jest podwyższeniem i tęczą, a zamknięte pięcioboczną absydą. W trzech oknach umieszczone witraże wykonane w latach 80. XX w. Przedstawiają one Zmartwychwstanie Chrystusa, Przemienienie na Górze Tabor oraz Wniebowstąpienie. Na lewej ścianie absydy zamykającej prezbiterium wisi obraz Nawiedzenia Najświętszej Maryi Panny, pędzla Adolfa Hyły.  
W centralnej części ołtarza znajduje się figura Chrystusa Zmartwychwstałego, która do roku 2015 znajdowała się powyżej łuku tęczowego prezbiterium.
Na emporze kościoła znajdują się zabytkowe organy z 1871 roku, wykonane przez firmę Schlag & Söhne ze Świdnicy. Instrument posiada 14 rejestrów oraz mechaniczne: trakturę gry i trakturę rejestrów.
W ramach prac remontowych prowadzonych w XXI wieku:
- w 2006 r. dokonano wymiany pokrycia dachowego wieży kościelnej,
- w 2007 r. oczyszczono mur frontu oraz wieży kościelnej,
- w 2008 r. odnowiono rozetę,
- w 2015 r. poddano restauracji i umieszczono  w prezbiterium figurę Chrystusa Zmartwychwstałego,
- w 2017 r. poddano restauracji główny portal wejściowy, wraz z nadświetlem
- w 2018 r. wymieniono dach nad traktami północnym i południowym
- w 2019 r. wymieniono dach nad prezbiterium,
- dodatkowo sukcesywnie prowadzono w latach 2008–2012 wymianę okien na zbliżone do oryginalnych witraże.